# Milicz
Milicz [ˈmʲiliʧ] (deutsch: Militsch) ist eine Stadt in der Stadt- und Landgemeinde Milicz im Powiat Milicki der Woiwodschaft Niederschlesien in Polen.

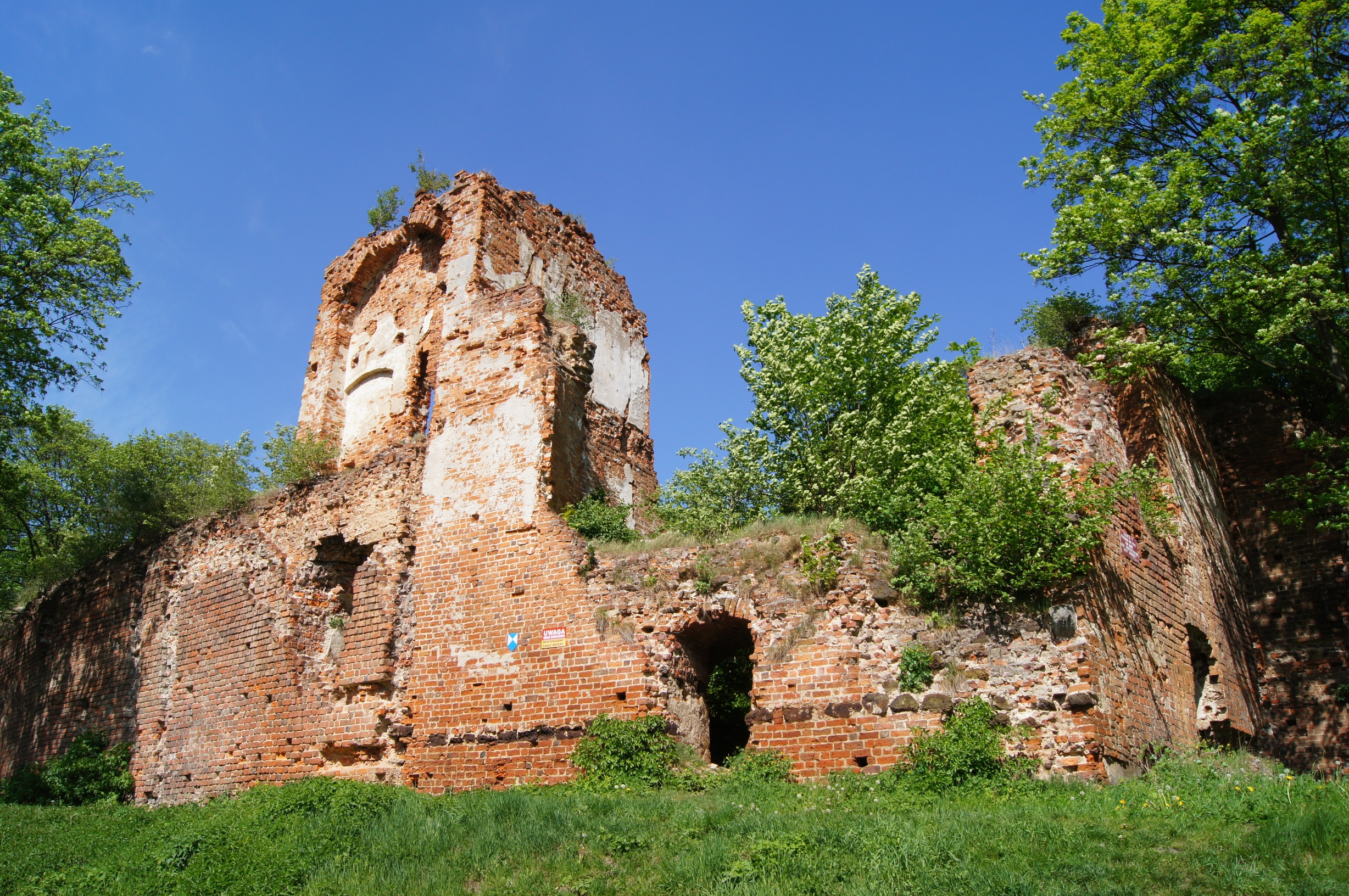
Ruine, ehemaliges Piastenschloss, 14. Jahrhundert

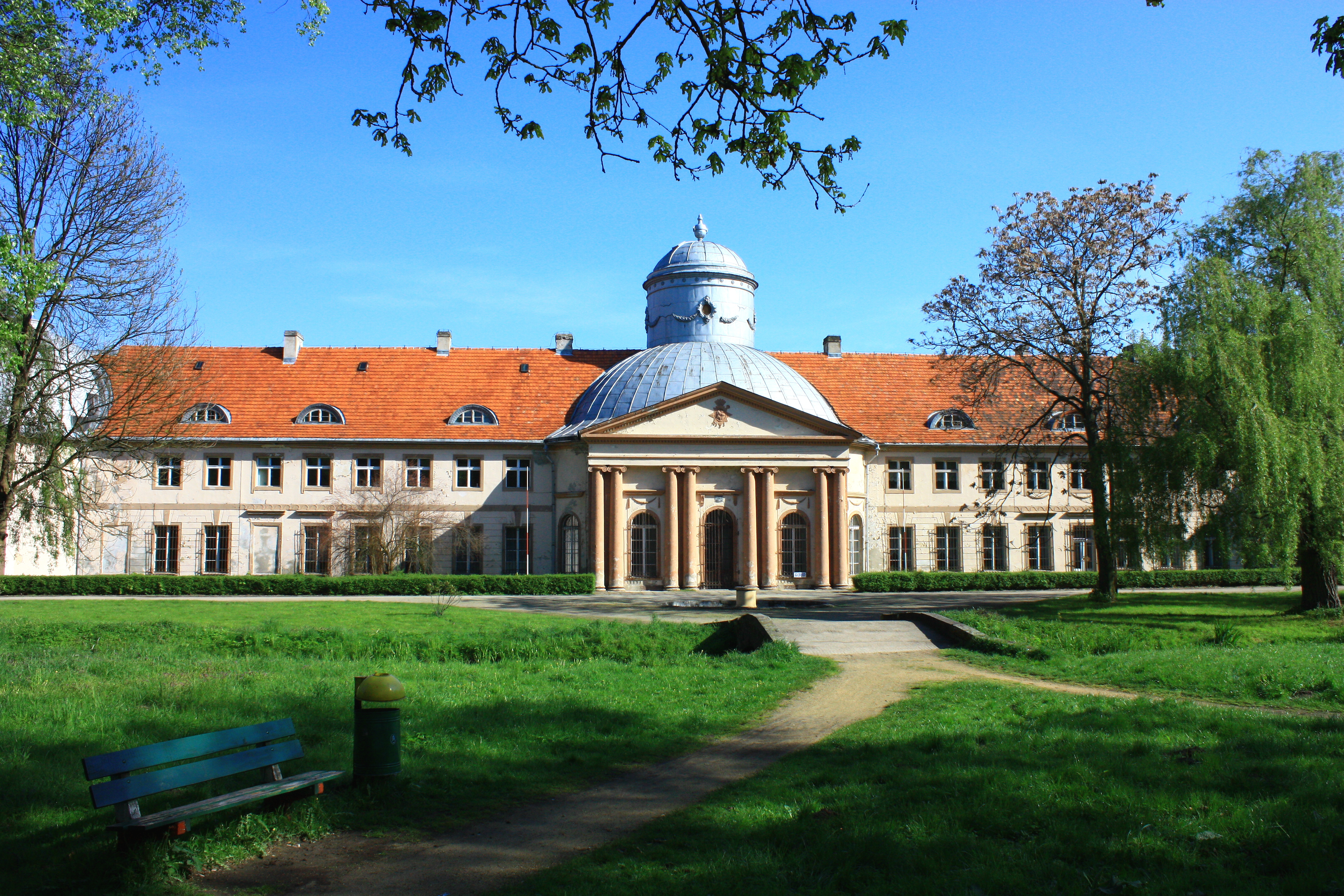
Schloss Militsch, 1591–1945 im Besitz der Grafen Maltzan

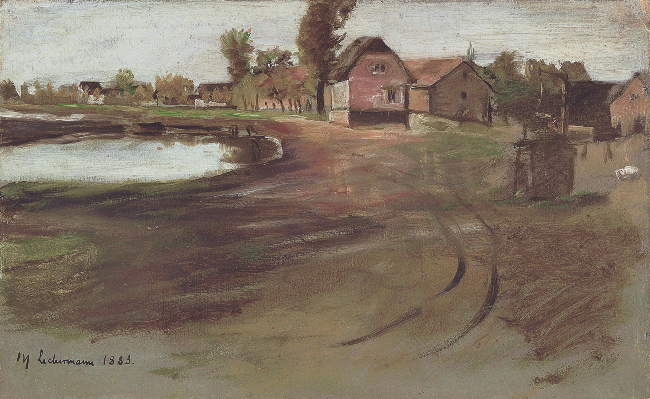
„Dorfstraße in Militsch“ 1883, Gemälde von Max Liebermann

## Geographische Lage
Die Kleinstadt liegt an der Bartsch (Barycz), etwa 55 Kilometer nordnordöstlich von Breslau.

## Geschichte
Erstmals urkundlich erwähnt wurde Burg „Miliche“ im Jahre 1136 in einer Bulle des Papstes Innozenz II. Sie gehörte den Breslauer Bischöfen und sollte den Übergang über die Bartsch sichern, der über Trebnitz nach Krotoschin und weiter über Gnesen und Thorn nach Danzig führte. Zugleich bildete sie den Mittelpunkt einer erstmals 1155 genannten Kastellanei. Für das Jahr 1223 ist die dem hl. Adalbert von Prag geweihte Pfarrkirche belegt, und 1245 erfolgte die Erhebung zur Stadt. 1358 verkaufte der Breslauer Bischof Preczlaw von Pogarell die Stadt, die Burg mit dem Burgzoll und 24 Dörfern an Konrad I., Herzog von Oels, das seit 1329 ein Lehen der Krone Böhmen war.
Während der Hussitenkriege wurde die Burg Militsch 1432 zerstört.
Nach dem Tod des letzten Oelser Herzogs Konrad X. 1492 fiel Militsch als erledigtes Lehen an den böhmischen Landesherrn Vladislav II. Dieser verlieh die Herrschaft Militsch 1494 an seinen Kämmerer Sigismund III. von Kurzbach, der daraus eine umfangreiche Freie Standesherrschaft bildete. Dessen Söhne teilten das Gebiet in die Standesherrschaften Trachenberg und Militsch. Die Kurzbach betrieben energisch die deutsche Kolonisierung des bisher dünn besiedelten, vornehmlich polnischsprachigen Landes, indem sie viele Bauern aus Schwaben anwarben. Durch Heirat der letzten Erbin aus dem Hause Kurzbach gelangte die Standesherrschaft Militsch an Joachim von Maltzan. 1709–1714 wurde die evangelische Gnadenkirche errichtet.

## Preußen (1742–1945)
Nach dem Ersten Schlesischen Krieg 1742 fiel Militsch mit dem größten Teil Schlesiens an Preußen. Die Standesherren von Militsch betätigten sich als Industriegründer, indem sie mehrere Tuchmanufakturen und andere Textilbetriebe gründeten und die Karpfenzucht förderten. Anfang des 19. Jahrhunderts legten sie die Arbeitersiedlung Karlstadt polnisch seit 1945 Karłów an. Ab 1816 war Militsch Sitz des Landkreises Militsch, mit dem es bis 1945 verbunden blieb. Das 19. Jahrhundert brachte eine weitere Entwicklung der Stadt. Durch die Preußischen Reformen verloren die Standesherren Maltzan ihre Feudalrechte, um 1850 wurde ein neues Rathaus errichtet sowie Kanalisation und Wasserleitungen installiert.
1875 erhielt die Stadt Eisenbahnverbindungen mit Oels, Breslau und Krotoschin, etwa 20 Jahre später auch eine Schmalspurbahn, die die Stadt u. a. mit Trebnitz, Trachenberg und Breslau verband.

## Polen (seit 1945)

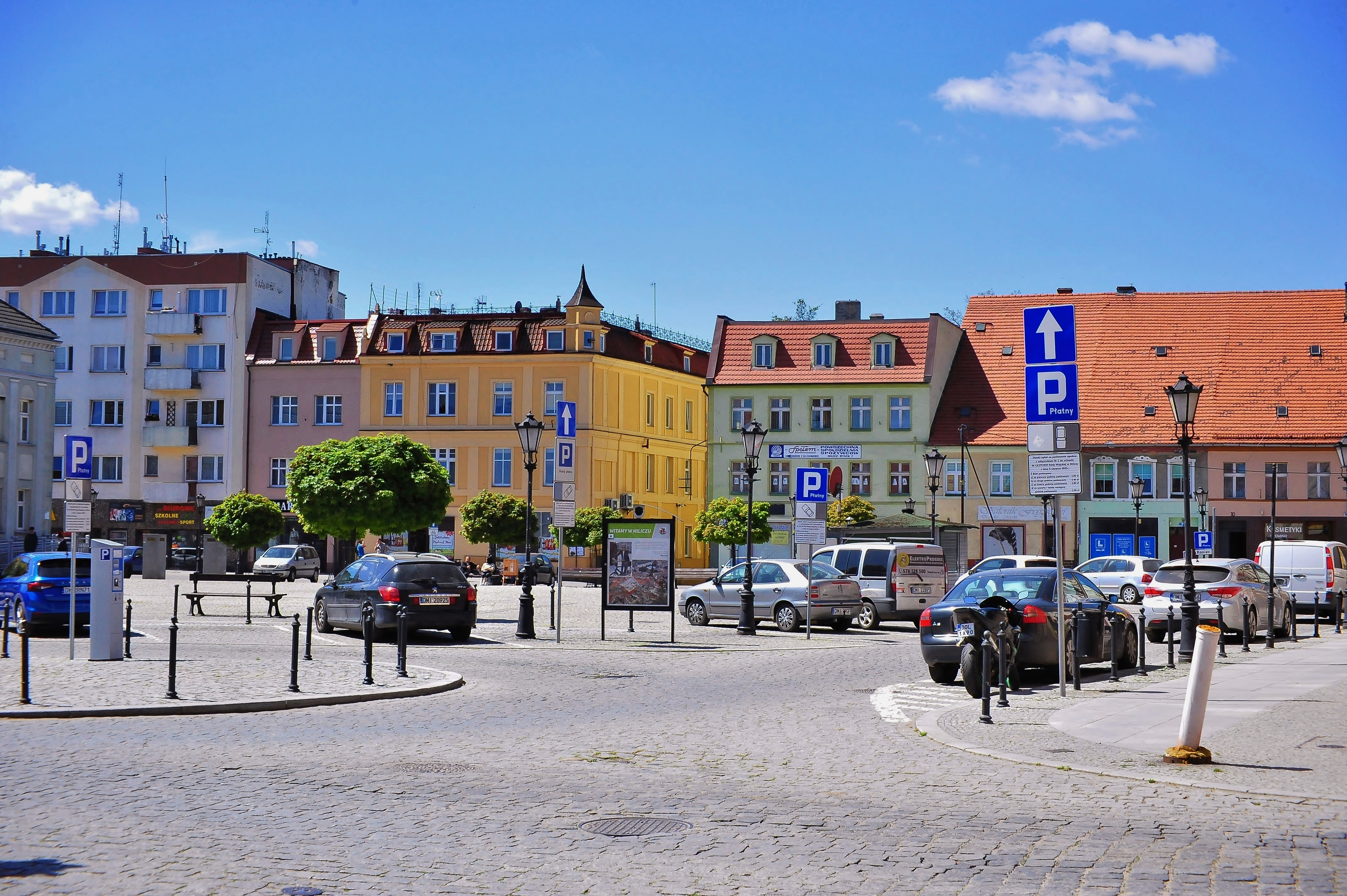
Marktplatz der Stadt

Am Ende des Zweiten Weltkriegs eroberte im Januar 1945 die Rote Armee Militsch. Die Einwohner waren zuvor teilweise evakuiert worden. Die Kunstschätze im Schloss, Deutschlands größte Kollektion von Wanduhren, eine große Kupferstich-Sammlung, eine Gemäldegalerie und eine reichhaltige Bibliothek, wurden als Beutekunst in die Sowjetunion abtransportiert, soweit sie die Maltzans nicht 1944 nach Österreich oder Westdeutschland überführt hatten. In der Stadt waren noch monatelang sowjetische Soldaten stationiert. Infolge des Weltkriegs fiel Militsch mit dem größten Teil Schlesiens 1945 an Polen. Nachfolgend wurde die Ortsbezeichnung Milicz eingeführt und bis 1947 zurückgekehrten Einwohner vertrieben. An ihre Stelle traten Polen, die zum Teil ihrerseits im Zuge der Zwangsumsiedlung von Polen aus den ehemaligen polnischen Ostgebieten 1944–1946 vertrieben worden waren.
Bis 1975 war Milicz Sitz des Powiat Milicki, dann bis 1999 eine Stadt- und Landgemeinde in der Woiwodschaft Breslau. Seit 2000 ist die Stadt wieder eine Kreisstadt.

## Sehenswürdigkeiten

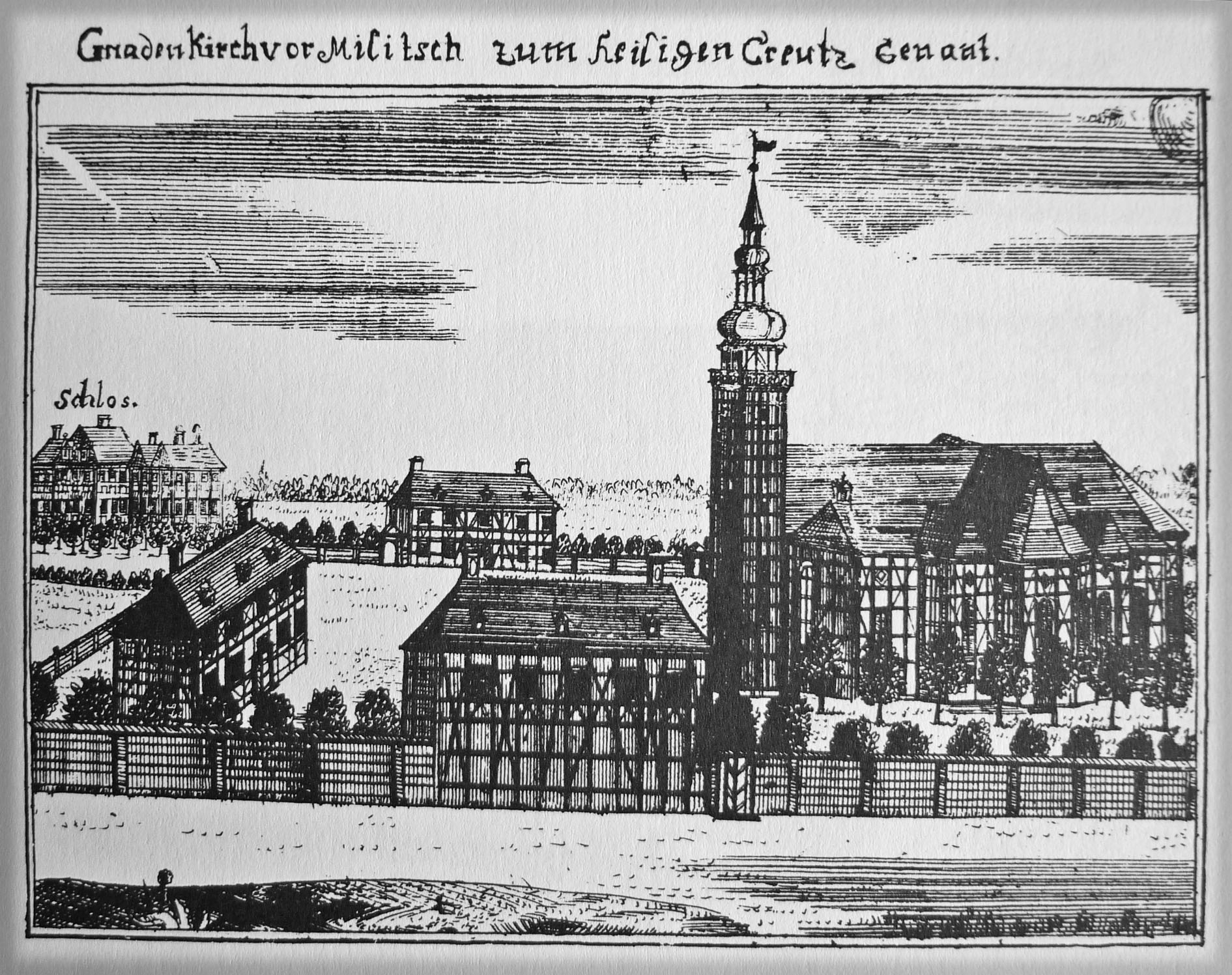
Evangelische Gnadenkirche, um 1750

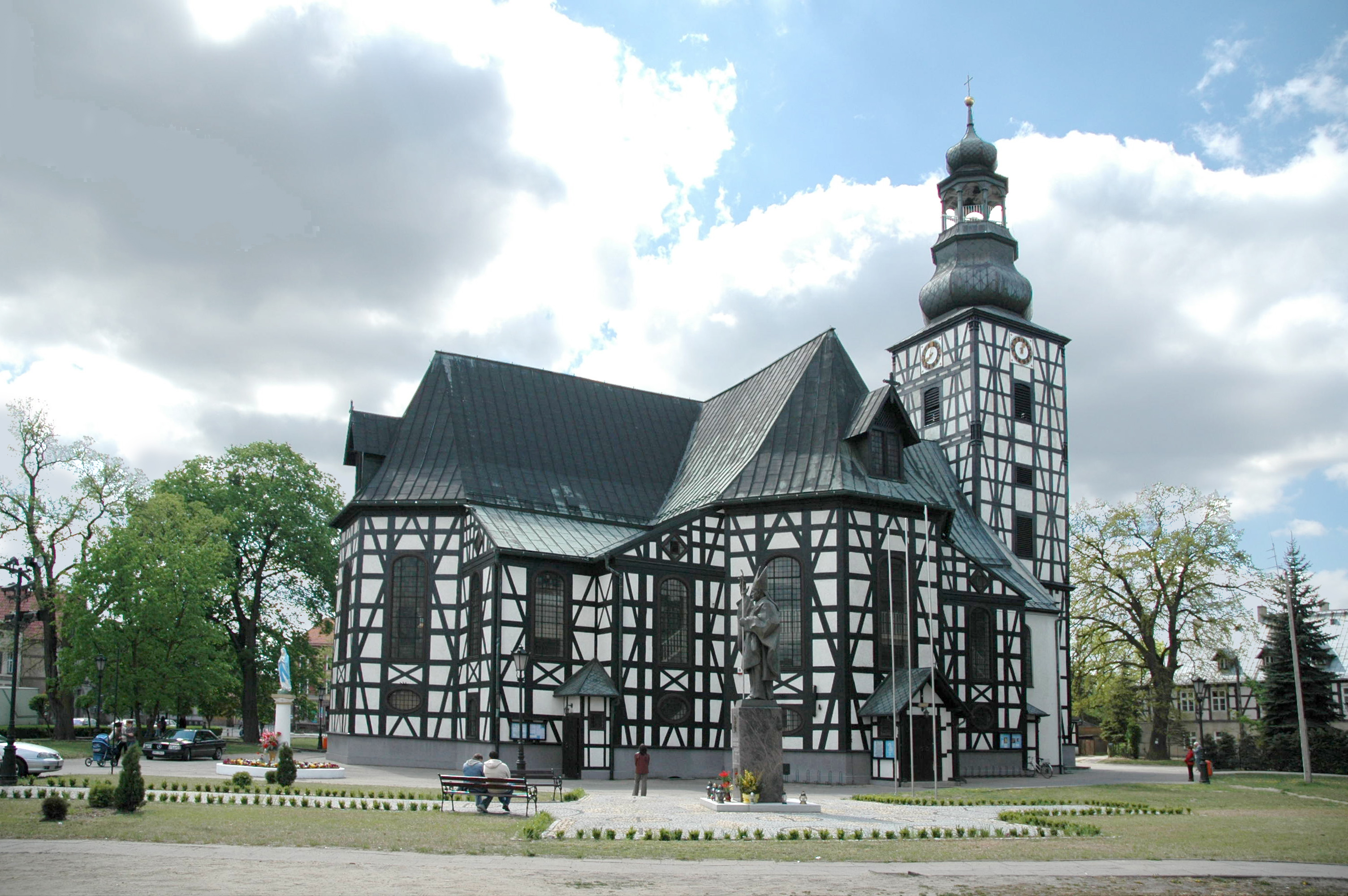
Pfarrkirche zum Heiligen Andreas Bobola

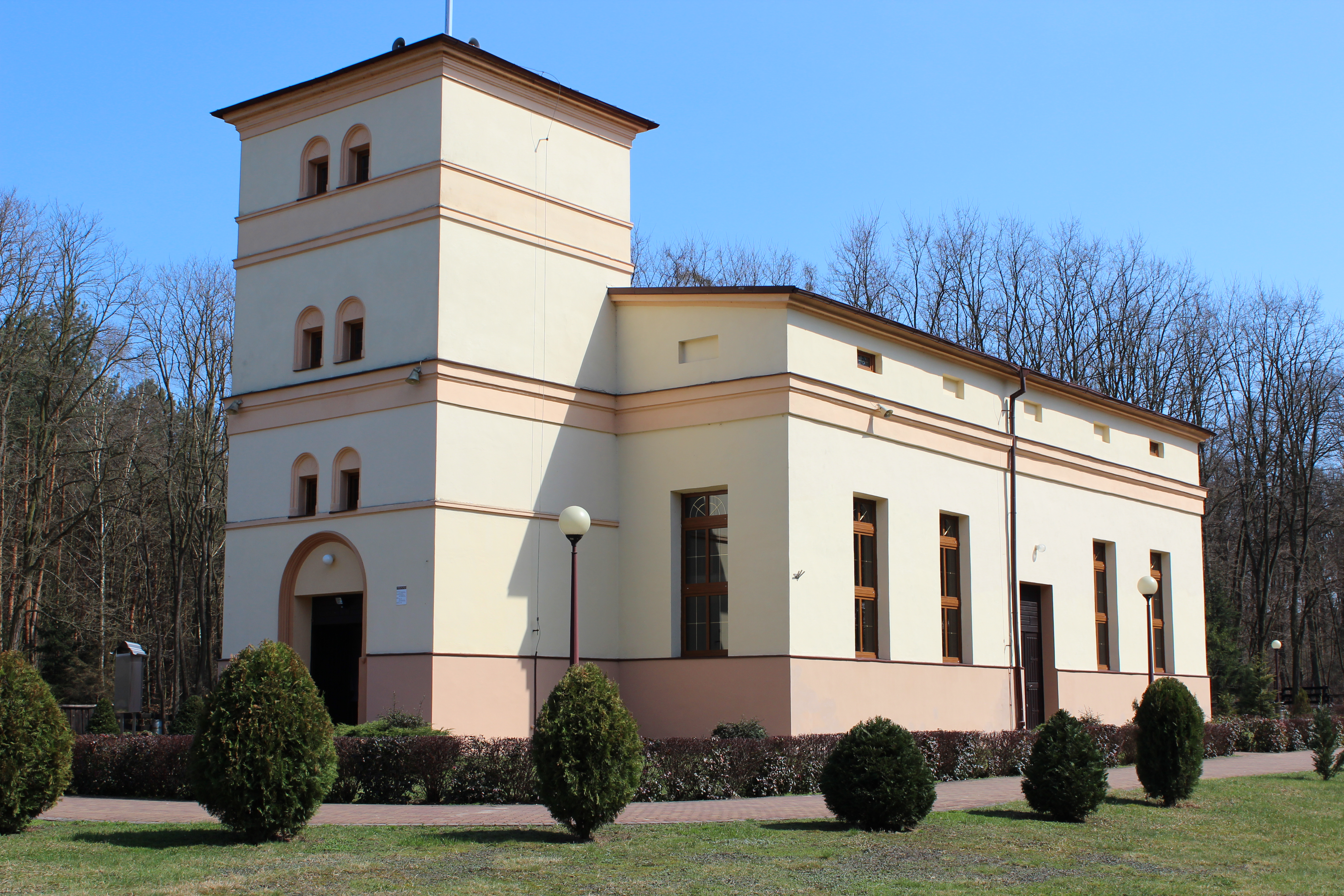
St.-Anna-Kirche

- Schloss Militsch, Sitz der Freien Standesherrschaft der Grafen von Maltzan im Stil des Barock und Klassizismus, 18. Jahrhundert, errichtet nach Entwurf des Architekten Carl Gottfried Geißler (1754–1823)
- Ruinen des gotischen Schlosses der Herzöge von Oels aus dem 14. Jahrhundert (gesprengt im Zweiten Weltkrieg)
- Schlosspark, um 1800, der erste Englische Park in Schlesien
- evangelische Gnadenkirche zum Heiligen Kreuz, Fachwerkhaus im Stil des Barock und Rokoko seit römisch-katholische Pfarrkirche zum hl. Andreas Bobola
- Pfarrkirche zum Heiligen Erzengel Michael, vor 1945 die katholische Pfarrkirche der Stadt, Klassizismus, 1821.
- St.-Anna-Kirche wurde 1807–1808 im Auftrag des Grundherrn Joachim von Maltzan für die Arbeitersiedlung Karlstadt nach Entwurf des Bauinspektors Leonhard Schätzel im Stil des Klassizismus errichtet. Im Altar befindet sich eine spätgotische Anna selbdritt aus der Zeit um 1510. 2001 wurde die Kirche in den Rang einer Pfarrkirche erhoben (Kościół św. Anny).

## Verkehr
Der Bahnhof Milicz liegt an der Bahnstrecke Oleśnica–Chojnice. Vor 1945 bestand auch eine Kreisbahn.

## Partnerstädte
- Lohr am Main, Bayern (seit 2001)
- Wurzen, Sachsen
- Springe, Niedersachsen (Städtefreundschaft)[6]

## Gmina Milicz
Milicz ist flächenmäßig eine der größten Gemeinden (Gmina) in ganz Polen. Sie hat eine Flächenausdehnung von 435,6 km². 41 % des Gemeindegebiets werden landwirtschaftlich genutzt, 43 % sind mit Wald bedeckt.

## Persönlichkeiten

### Söhne und Töchter der Stadt
- Heinrich Wilhelm von Wutginau (1697–1776), General der Infanterie
- Joachim Carl von Maltzan (1733–1813), preußischer Minister und Gesandter
- Friedrich Heinrich Florian Guhr (1791–1841), Komponist
- Agnes Franz (1794–1843), Schriftstellerin
- Johann Gottlieb Langner (1814–1877), Transportunternehmer
- Oskar von Heydebrand und der Lasa (1815–1888), Rittergutsbesitzer, Politiker, Mitglied des Preußischen Abgeordnetenhauses
- Ida von Reinsberg-Düringsfeld (1815–1876), Schriftstellerin
- Ewald Löwe (1837–1896), Jurist, Richter und Fachautor
- Paul Sprigade (1863–1928), Kartograf
- Arthur Gabriel (1865–1924), Frauenarzt und Sanitätsoffizier
- Alfons Pilzecker (1865–1949), Psychologe
- Oskar Obier (1876–1952), Maler des Impressionismus
- Hans Schubert (1884–1961), preußischer Staatsarchivar und Historiker
- Edwin Graf von Rothkirch und Trach (1888–1980), General der Kavallerie, Springreiter
- Helmut Groeger (1899–1970), Oberregierungsrat und Landrat
- Maria Gräfin von Maltzan (1909–1997), Biologin und Widerstandskämpferin
- Barbara von Richthofen (1919–2019), Diakonisse und Diakonissenvorsteherin
- Hans-Georg Werner (1931–1996), Literaturhistoriker
- Horst Bartnig (1936–2025), Maler

### Persönlichkeiten mit Verbindung zur Stadt
- Heinrich von Salisch (1846–1920), Gutsherr in Postel, verwandelte seinen dortigen Waldbesitz in ein forstliches Musterrevier
- Walter von Reichenau (1884–1942), deutscher Generalfeldmarschall